# إدارة النفايات في تايلاند
هناك العديد من القضايا المتعلقة بإدارة النفايات في تايلاند، متضمنةً الاستخدام المفرط للبلاستيك، والنفايات الصناعية، من بين أمور أخرى.

## النفايات الصلبة

### النفايات البلدية الصلبة
ينتج نصيب الفرد من التايلانديين ما يقدر بنحو 1.14 كجم من النفايات الصلبة يوميًا  -50% منها قابل للتحلل البيولوجي. وفقًا لإحصاءات وزارة الداخلية، بلغت النفايات على مستوى البلاد سنة 2016، 27 مليون طن، بزيادة نحو 0.7% عن العام السابق. أُنتج 4.2 مليون طن في بانكوك.الرقم السنوي سنة 2009 كان 15.1 مليون طن. أُنشئ نحو 20% من الإجمالي في منطقة بانكوك الحضرية من النفايات الناتجة سنة 2015، أعيد تدوير نحو خمسة ملايين طن فقط. تم تداول نحو ثمانية ملايين طن فقط وفقًا لأفضل الممارسات العالمية. من بين 2500 موقع مكب في تايلاند، يُدار نحو 20% فقط إدارةً صحيحة. وفقًا لإدارة مكافحة التلوث (PCD)، هيئة مراقبة النفايات الأولية في تايلاند، تواجه الأمة مشكلات خطيرة في إدارة النفايات الصلبة. هذه القضايا آخذة في الازدياد. وقال ويتشان سيماشايا، المدير العام لإدارة مكافحة التلوث، إن حجم النفايات قد يستمر في النمو بمقدار 600 ألف طن سنويًا، بسبب زيادة السكان والسياحة.
تدعو خطة إدارة النفايات في تايلاند إلى التخلص من 75% من إجمالي النفايات الصلبة في تايلاند أو إعادة تدويرها بحلول عام 2021، ارتفاعًا من النسبة الحالية البالغة 49%. بحلول عام 2021، تخطط الحكومة والقطاع الخاص لإنفاق إجمالي 177 مليار بات (5.1 مليار دولار أمريكي) على تكنولوجيا إدارة النفايات وحملات التوعية العامة. قال ويجارن: «لدينا غرامات على إلقاء القمامة، لكن لا يبدو أن هناك من يهتم. نحن بحاجة إلى تكثيف تطبيق القانون وتعليم الناس إعادة التدوير وإعادة الاستخدام وتقليل النفايات».
إدارة النفايات الصناعية من قبل الحكومة الملكية التايلاندية، التي تُقسم بعد ذلك بين الحكومة المركزية والحكومات الإقليمية والحكومات المحلية. كل حكومة مسؤولة عن مهام مختلفة. الحكومة المركزية مسؤولة عن تحفيز التنظيم والسياسات والمعايير. الحكومات الإقليمية هي المسؤولة عن التنسيق بين الحكومات المركزية والمحلية. الحكومات المحلية هي المسؤولة عن إدارة النفايات في مناطقها الخاضعة للحكم. الحكومات المحلية نفسها لا تتخلص من النفايات، بل توظف الشركات الخاصة التي كلفتها إدارة مكافحة التلوث. تتمثل المشكلة الرئيسية في نقص التمويل لإدارة النفايات، يدفع متوسط الأسرة التايلندية أقل من دولار واحد شهريًا للتخلص من النفايات الصلبة. الشركات الرئيسية هي مركز إدارة النفايات الصناعية «بانكبو»، الشركة العامة المحدودة للحفاظ على البيئة «جينكو»،إحدى الشركات الرائدة في استعادة الموارد هي «ونكبانت»، التي تشتري المواد المختلطة القابلة لإعادة التدوير -الورق والبلاستيك والزجاج والألمنيوم والصلب- بنحو 11,300 بات للطن. هذه الشركات مسؤولة عن النفايات التي تلتقطها من عملائها قبل التخلص منها.

## النفايات العضوية
تمثل النفايات العضوية التي جمعتها البلديات في جميع أنحاء تايلاند سنة 2017 نحو ثلثي إجمالي إنتاج النفايات في البلاد، أُبلغ عن 7.6 مليون طن، 64٪ من النفايات المجموعة كانت نفايات عضوية. يُعتقد أن جزءًا كبيرًا من هذه النفايات ليس مجرد قشور فواكه وخضراوات، بل فائض طعام صالح للأكل، في دولة يعاني فيها 400-600 ألف طفل سوء التغذية بسبب الفقر، ومع ذلك فإن 10٪ من الأطفال يعانون السمنة. المواقف السائدة لا تشمل التسميد أو فرز النفايات، 64% من سكان تايلاند لا يقومون بفرز نفاياتهم وفقًا لإحدى الدراسات.